# Sora
Sora là một thành phố thuộc tỉnh Frosinone tại vùng Latium nước Ý. Đô thị này có diện tích 71 km², dân số thời điểm 31 tháng 12 năm 2006 là 26.499 người.
Đô thị Sora có làng trực thuộc: Carnello, Selva, San Domenico.
Đô thị này giáp các đô thị sau: Arpino, Balsorano, Broccostella, Campoli Appennino, Castelliri, Isola del Liri, Monte San Giovanni Campano, Pescosolido, Veroli.

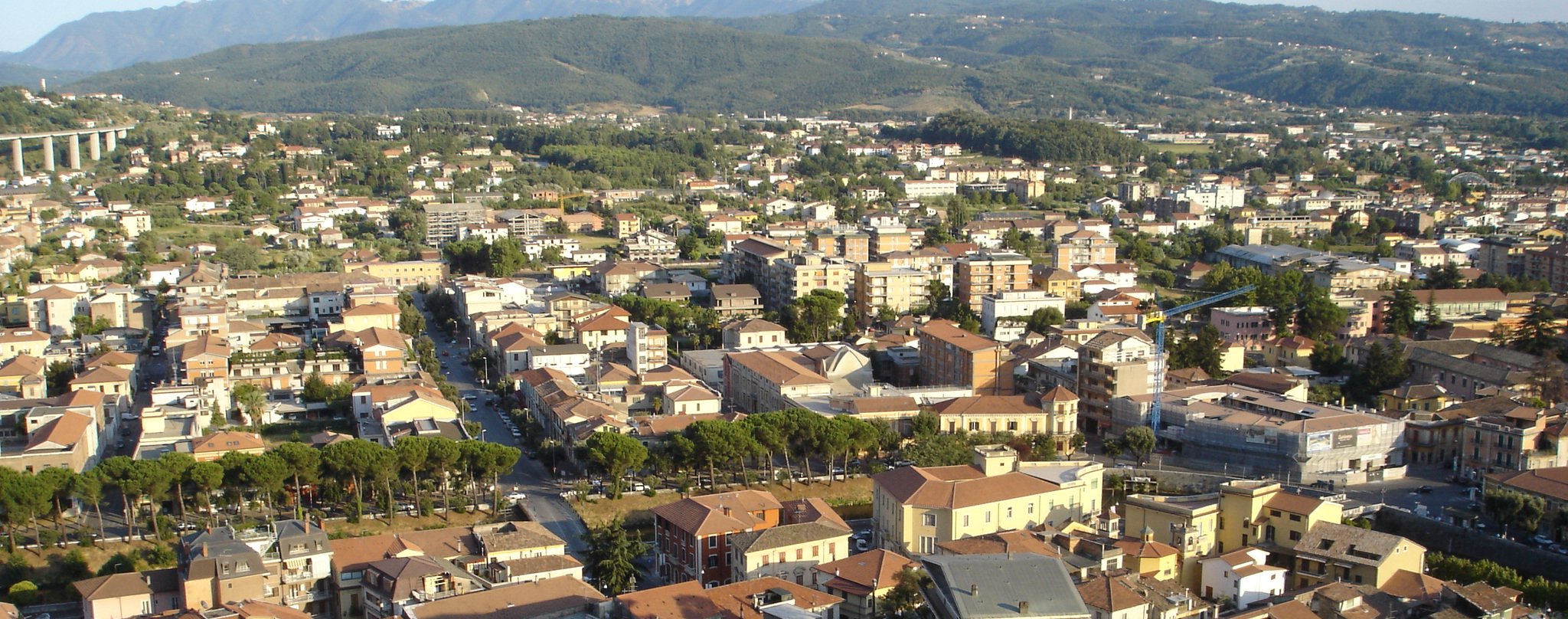
Sora